# 幻の翼 (ピンク・フロイドの曲)
「幻の翼」（Learning to Fly）は、1987年に発表されたピンク・フロイドの楽曲である。同年発売のアルバム『鬱』に収録されている。アメリカではシングルとして発売され、全米70位を記録した。

## 解説
1985年にデヴィッド・ギルモアとジョン・キャリンが共同で小規模なセッション行った際にキャリンが作った一つのコード進行とキーボードのイントロを、ギルモアが『鬱』セッションにて発展させた曲である。キャリンが『鬱』にゲスト参加した時には「幻の翼」は既に完成されており、自分がコード進行を作ったことも忘れていたが、「幻の翼」に自分の名前がクレジットされていると知って驚くとともに感激し、ギルモアに深く感謝した。
歌詞はデヴィッド・ギルモアが元スラップ・ハッピーのアンソニー・ムーアと共同で書き下ろした。飛行機操縦のライセンスを習得するまでの教習について歌ったもので、「アンソニーがスタジオにて一生懸命に歌詞を考えているのに、僕が姿を見せないという朝が何回かあった。僕が誰かに理由を話す。するとそいつが『デイブは今日は来ないよ。空を飛ぶ練習をしているから』と伝える」とのエピソードから生まれた。
アメリカ、イギリスはシングルカットされ、全米70位を記録した（B面は「末梢神経の凍結」）。ミュージックビデオは、『鬱』から再びフロイドのジャケットのデザインを手掛けるようになったヒプノシスのメンバーであるストーム・トーガソン監督のもとバンフ国立公園で撮影されている。

## パーソナリティ
ピンク・フロイド
- デヴィッド・ギルモア ― ギターとボーカル
- ニック・メイスン ― ドラム、声

その他のパーソナリティ
- リチャード・ライト ― キーボード、コーラス
- ジョン・カリン ― キーボード
- スティーブ・フォアマン ― パーカッション
- トニー・レヴィン ― ベースギター

## 参考
1. ↑  アンディ・マベット著 山崎智之訳『ピンク・フロイド全曲解説』シンコー・ミュージック、1995年、p.168
2. 1 2  ニコラス・シャフナー著 今井幹晴訳『ピンク・フロイド 神秘』宝島社、1991年、p.351
3. ↑  シャフナー、1991年、p.352